# Ina, Illinois
Ina là một làng thuộc quận Jefferson, tiểu bang Illinois, Hoa Kỳ. Năm 2010, dân số của làng này là 2338 người.

## Địa lý
Tọa độ của Ina là 38 ° 9'2 Bắc, 88 ° 54'17" Đông (38,150648, -88,904709), theo điều tra năm 2010, làng có tổng diện tích là 2,45 dặm vuông (6,3 km2). Ina tọa lạc tại vùng đất cao tiếp giáp với phần cuối của sông Casey Creek/ Big Muddy River (con sông này đã bị chặn lại để xây đập - hồ Rend).

## Lịch sử
Người Cherokee bắt đầu định cư ở Ina khoảng năm 1840, từ đợt tị nạn Trail of Tears. Trong những năm 1800, nơi này thường được gọi bỡn cợt là "khu bảo tàng của Cherokee". Ban đầu, khu vực phát triển nhất tập trung ở phía đông bắc của Ina, được gọi là 'Spring Garden'. Spring Garden hưng thịnh vào khoảng năm 1848 cho đến khi Chicago và đường sắt phía đông Illinois được xây dựng vào năm 1905.
Năm 1924, một vụ giết người đôi nổi tiếng xảy ra do linh mục Lawrence Height (hoặc Hite) và Elsie Sweeten đầu độc chồng của Elsie vào tháng Bảy và vợ của Height vào tháng Chín. Khám nghiệm tử thi cho thấy Asen đã được sử dụng, Lawence và Elsie bị kết án và bắt giam. Thời gian sau, Elsie được phán xét lại và xóa án.

## Dân số
Dân số của Ina ban đầu khoảng 600 người và 1850 tù nhân nam của trung tâm Big Muddy Correctional River. Điều tra dân số năm 2000, làng chính thức có 2.455 người, 199 hộ gia đình và 140 gia đình cư trú. Mật độ dân số là 1,020.6 người trên một dặm vuông (393.3/km ²). Năm 2010 dân số tăng lên 2338 người.
Tỉ lệ chủng tộc của làng là 55,15% người da trắng, 41,79% người Mỹ gốc Phi, 0,45% người Mỹ bản xứ, 0,24% Châu Á và các chủng tộc khác.
Có 199 hộ, trong đó 26,6% có trẻ em dưới tuổi 18, 57,8% đã kết hôn, 10,6% có chủ hộ là nữ không có chồng và 29,6% là không gia đình, 15,6% có người già (trên 65 tuổi hoặc lớn hơn).
Tỉ lệ tuổi: 5,1% dưới 18 tuổi, 18,7% từ 18 đến 24, 54,9% từ 25 đến 44, 16,7% từ 45 đến 64, và 4,5% là những người từ 65 tuổi trở lên. Về giới tính, tỉ lệ nam nhiều hơn nữ do lịch sử phát triển.
Thu nhập trung bình cho một hộ gia đình trong làng là $ 24.453 ~ $ 32.500. Nam giới có thu nhập trung bình $33.950 so với $20.625 của nữ giới. Khoảng 10,4% gia đình và 19,2% dân làng sống dưới mức nghèo khổ.